# 贖罪の充足理論

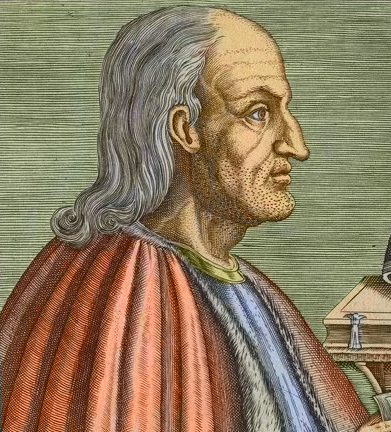
カンタベリーのアンセルムス

贖罪の充足理論（しょくざいのじゅうそくりろん、英:Satisfaction theory of atonement）は、イエス・キリストが人類の不服従を自らの過剰な服従によって償い、人類を救ったとするカトリック神学(英語版)の理論である。この理論は主にカンタベリー大司教アンセルムスの著作、特に『神はなぜ人間となったのか（Cur Deus Homo）(英語版)』に由来している。神の特質の一つは正義であるため、その正義に対する侮辱は償われなければならない。したがって、この理論は不正義を相殺するという法的概念と関連している。
アンセルムスは、贖罪に関する自らの満足の見解が、悪魔に対する負債という概念のせいで不十分だと考えていた古い贖罪の身代金説よりも明らかに進歩しているとみなしていた。アンセルムスの理論は、キリストが父の正当な罰を身代わりとして受けるという考えを説いたジャン・カルヴァンのような後の神学者たちの神学の先駆けとなった。

## 理論の初期の発展
アンセルムスによる典型的な充足説は、刑罰の身代わり説(英語版)とは区別されるべきである。どちらもキリストの死がいかに充足的であったかを語るという点で充足理論の一形態であるが、刑罰的身代わりとアンセルムスによる充足説は、キリストの死がいかに充足的であったかについて異なる理解を提示している。アンセルムスは、人間の罪は神に当然与えられるべき栄誉（honor）を奪うことであると語る。究極の服従行為であるキリストの死は、神に大きな栄誉をもたらす。それはキリストにとって義務を超えたものであったため、キリストが与える義務があった以上の栄誉である。したがって、キリストの余剰は私たちの不足分を返済することができる。したがって、キリストの死は代償的（身代わり的）である。つまり、私たちが払う代わりにキリストが父に栄誉を払うのである。刑罰的身代わりは、キリストの死を神に失われた栄誉の返済ではなく、常に罪の道徳的帰結であった死の刑罰の支払いとみなす点で異なる（例えば、創世記 2:17、ローマ 6:23）。ここでの重要な違いは、アンセルムスにとって償いは罰の代わりであり、「奪われた栄誉は返済されるか、さもなければ罰が続くかのどちらかが必要である」ということである。キリストが神に対する栄誉の負債を償うことにより、私たちは罰を免れる。カルヴァン主義の刑罰代償では、正義の要求を満たすのは罰である。 [要出典]
刑罰的身代わり（キリストが私たちの代わりに罰せられる）と身代わり的贖罪（キリストが私たちの代わりに苦しむ）を区別する必要がある。どちらも贖罪の代償的性質と身代わりの性質を肯定しているが、刑罰的身代わりは、苦しみが何のためなのかについて具体的な説明を提供している。それは罰である。[要出典]
アウグスティヌスは身代わり的贖罪を説いている。しかし、罪人のためのこの苦しみが何を意味するかについては、具体的な解釈は異なっていた。アタナシオスやアウグスティヌスを含む初期の教父たちは、キリストが人類の代わりに苦しむことで、死と悪魔を克服し、私たちを解放したと教えた。したがって、身代わり的贖罪の考えはほぼすべての贖罪理論に存在するが、[引用が必要]、償いと刑罰的身代わりという具体的な考えは、ラテン教会で後になって発展したものである。[引用が必要]

## アンセルムスは贖罪と受肉を結びつける
カンタベリーのアンセルムスは、その著書『神はなぜ人間となったのか "Cur Deus Homo?"』の中で、当時西洋で唱えられていた身代金説を修正した、償いの見解を初めて明確にした。当時の贖罪の身代金説では、イエスの死がサタンへの身代金となり、神はサタンの束縛下にある人々を救うことができるとされていた。アンセルムスにとって、この解決策は不十分であった。なぜ神の子が身代金を支払うために人間にならなければならないのであろうか。なぜ神はサタンに何らかの借りがあるのであろうか。
その代わりに、アンセルムスは、私たちが神に対して栄誉の負債を負っていることを示唆した。「これは人間と天使が神に対して負っている負債であり、この負債を支払う者は誰も罪を犯さないが、支払わない者は皆罪を犯す。これは正義、つまり意志の正直さであり、それによって心、つまり意志において正義または正直な存在が作られる。そして、これが私たちが神に対して負っている唯一かつ完全な栄誉の負債であり、神が私たちに要求しているものである。」神に対してこの負債を返済できなかった場合、元々負っていた正義を回復するだけでは十分ではなく、神の栄誉に対する侵害も償わなければならない。「さらに、彼が奪ったものを返さない限り、彼は罪を犯したままであり、単に奪われたものを返すだけでは十分ではなく、示された軽蔑を考慮すると、彼は奪ったものよりも多くを返すべきである。」この負債は道徳的宇宙に不均衡を生み出した。アンセルムスによれば、神はそれを単に無視することはできない。負債を返済する唯一の方法は、無限の偉大さを持つ存在が、人々に代わって人間として行動し、神に対する正義の負債を返済し、神の栄誉に対する損害を償うことであった。この見解に照らして、福音書でイエスが言及している「身代金」は、父なる神のみに支払われる犠牲であり負債であると考えられる。
アンセルムスは、罪の償いの範囲、つまりそれが全人類に普遍的に支払われるのか、それとも限られた個人にのみ支払われるのかという後のカルヴァン派の懸念については直接語っていなかったが、彼の言葉は間接的に前者を示唆している。 トマス・アクィナスは後に、宗教改革当時のルター派と同様に、以前のカトリックの教義に沿って、この贖罪理論に普遍的な範囲を明確に帰している。

## トマス・アクィナス
トマス・アクィナスは『神学大全』の中で贖罪について考察し、カトリック教会の贖罪の理解を現在標準的に展開している。[要出典]アクィナスにとって、人間の救済に対する主な障害は罪深い人間の本性にあり、贖罪によって修復または回復されない限り、人間は罪に定められる。人間に関する章では、罰が善であり適切であるかどうかを考察している。彼は次のように結論づけている。
1. 罰は罪に対する道徳的に良い反応である。それは罪に対する一種の薬であり、罪を犯した者と罪を犯された者の間の友情の回復を目的としている[10]。
2. 「キリストは、自身の罪のためではなく、私たちの罪のために、十分な罰を受けられた。」
3. 贖罪は形而上学的結合によって可能であり、「頭と肢体は一つの神秘的な人格である。したがってキリストの償いは、その肢体であるすべての信者に属する。また、2人の人間が慈愛において一体である限り、後に示すように、一方が他方を贖うことができる」[11]犯罪者は、洗礼を通じて、罰を受けている者（キリスト）と形而上学的に結合する。

アクィナスは受肉に関する章で、キリストの死は罪に対する罰を償うものであり、人間の罪の負債を支払うために必要だったのはキリストの受難であったと論じている。アクィナスにとって、イエスの受難は罪の償いに必要な功績を提供した。「したがって、キリストは受難によって、自分自身だけでなく、同様にキリストのすべての肢体も救済に値した」。そして、贖罪はキリストが「全人類の罪を償うのに必要な以上のもの」を神に与えることにあった。したがって、アクィナスは、贖罪は2つの問題に対する神の解決策であると信じている。キリストの受難と死は、償いをするものである限り、過去の罪の問題に対する解決策であり、キリストが受難と死によって恩寵に値している限り、将来の罪の問題に対する解決策である。このようにして、アクィナスは「有り余る功績」という概念の正式な始まりを明確に表現し、それがカトリックの「功績の宝庫(英語版)」という概念の基礎となった。アクィナスはまた、現在カトリック教会内で標準となっている救済の考えも明確に表現した。それは、義化の恩寵は秘跡を通して与えられるということ、私たちの行為の「相応の功績(英語版)」は「功績の宝庫」からのキリストの功績と一致するということ、そして罪は致命的なもの(英語版)か軽微なもの(英語版)に分類できるということである。
これは刑罰の代償のように聞こえるが、アクィナスはこれを法的な意味で解釈するものではないと慎重に述べている。
「もし、自発的に受ける満足のいく罰について語るなら、人は他人の罰を負うかもしれない。しかし、もし、罪のゆえに課される罰について語るなら、それが刑罰である限り、罪深い行為は個人的なものであるため、各人は自分の罪に対してのみ罰せられる。しかし、もし、治療的な罰について語るなら、このようにして、人は他人の罪に対して罰せられることになる。」—トマス・アクィナス
彼が「満足のいく罰」と呼んでいるのは、刑罰が「重罪」であるのとは対照的に、本質的にカトリックの懺悔(penance) の考えである。アクィナスは「満足のいく罰は懺悔者に課されると述べてこの慣習に言及し、この「満足のいく罰」（懺悔）の考えを、罪から得られる快楽と同量の自傷行為による苦痛の補償と定義している。「罰は犯した罪に含まれる快楽と同量であるかもしれない」
アクィナスは、懺悔(penance) には二つの機能があると考えている。第一に負債を支払うこと、第二に「罪を避けるための救済策として役立つこと」である。後者の場合、彼は「将来の罪に対する救済策として、一人の償いは他の人の利益にはならない。「一人の人間の肉体は他の人の断食によって鎮められないからである」、また「一人の人間は他の人の悔悟によって罪から解放されない」と述べている。アクィナスによれば、「キリストは、自身の罪ではなく、私たちの罪のために、充分な罰を受けた」。キリストが行った懺悔は、私たちの罪によって負った「罰の負債」を支払う効果を持つ。
これは、人間は神に対して栄誉の負債を負っているというアンセルムスの考えに似ているが、重要な違いがある。アンセルムスは、人間が行う善行は神に対して負っているため、この負債を返済することはできないと言ったが、アクィナスは、従順という当然の義務に加えて、償いの行為によって負債を返済できると言う。「人間は神に対して、神が与えることのできるすべてのものを負っている...そして、償いとして何かを提供することもできる」[要出典]。アンセルムスとは異なり、アクィナスは、人間は自分の罪を償うことができ、問題は個人の罪ではなく原罪であると主張している。「原罪は...人間の本性自体の感染であり、実際の罪とは異なり、単なる人間の償いによって償うことはできない。」したがって、キリストは「第二のアダム」として、私たちに代わって償いを行い、私たちの原罪の負債を返済する。[要出典]

## カルヴァンは贖罪を個人に帰する
ジャン・カルヴァンは宗教改革初期の組織神学者の一人であった。そのため彼は、キリストの贖罪の問題を、聖書と教父に正当であると彼が考える方法で解決しようとし、「相応の功績」の必要性を否定した。彼の解決策は、十字架上でのキリストの死は人類の罪に対する一般的な罰ではなく、個々の人々の罪に対する特定の罰を支払うというものであった。つまり、イエスが十字架上で死んだとき、彼の死はその時点で救われるすべての人々（過去、現在、未来）の罪の罰を支払ったのである。この考えの明らかに必要な特徴の1つは、罪の負債は特定の時点（十字架刑のとき）で支払われたため、キリストの贖罪の効果は神が救われると選んだ人々にのみ限定されるということである。
カルヴァンにとって、これにはアウグスティヌスの初期の予定説も必要であった。さらに、カルヴァンは、償いの考えを拒否することで、償いは懺悔であるというトマス・アクィナスの考え（償いは人間性の変化に焦点を当てていた）から、神の怒りを満足させるという考えに移行した。この思想的転換は、キリストの死を通してなだめられる神の変化に焦点を置く。カルヴァン主義者の償いと贖罪の理解は、刑罰の代償である。つまり、キリストは私たちの罰を引き受け、正義の要求を満たし、神の怒りを鎮める身代わりであり、それによって神は正当に恵みを示すことができるのである。
ジョン・ストット(英語版)は、これは子が父をなだめるという意味ではなく、人類を救いたいという願いから、三位一体の神が贖罪を開始し実行するという意味で理解されなければならないと強調した。したがって、刑罰的代償の重要な特徴は、賠償が罰を通してなされるという考えである。[要出典]
したがって、カルヴァンにとって、人は信仰を通してキリストと一つになることで救われる。信仰を通してキリストと一つになった時点で、人は贖罪の恩恵をすべて受ける。しかし、キリストは死んだときに罪の代価を払ったので、彼が代わりに死んだ人々が恩恵を受けられないということはあり得ない。彼は、救われた者は信じるように運命づけられていると主張する。 [要出典]